# Острог (Кирилло-Белозерский монастырь)

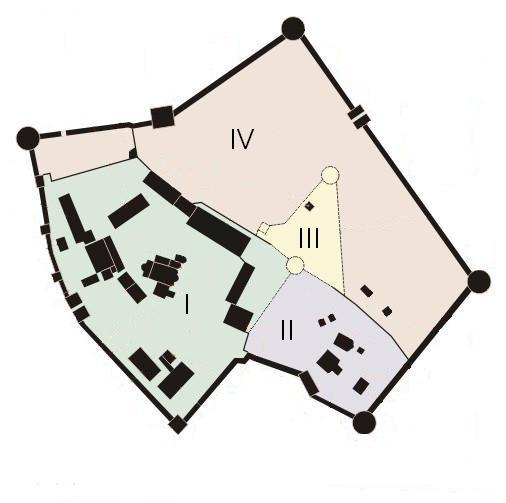
III — Острог

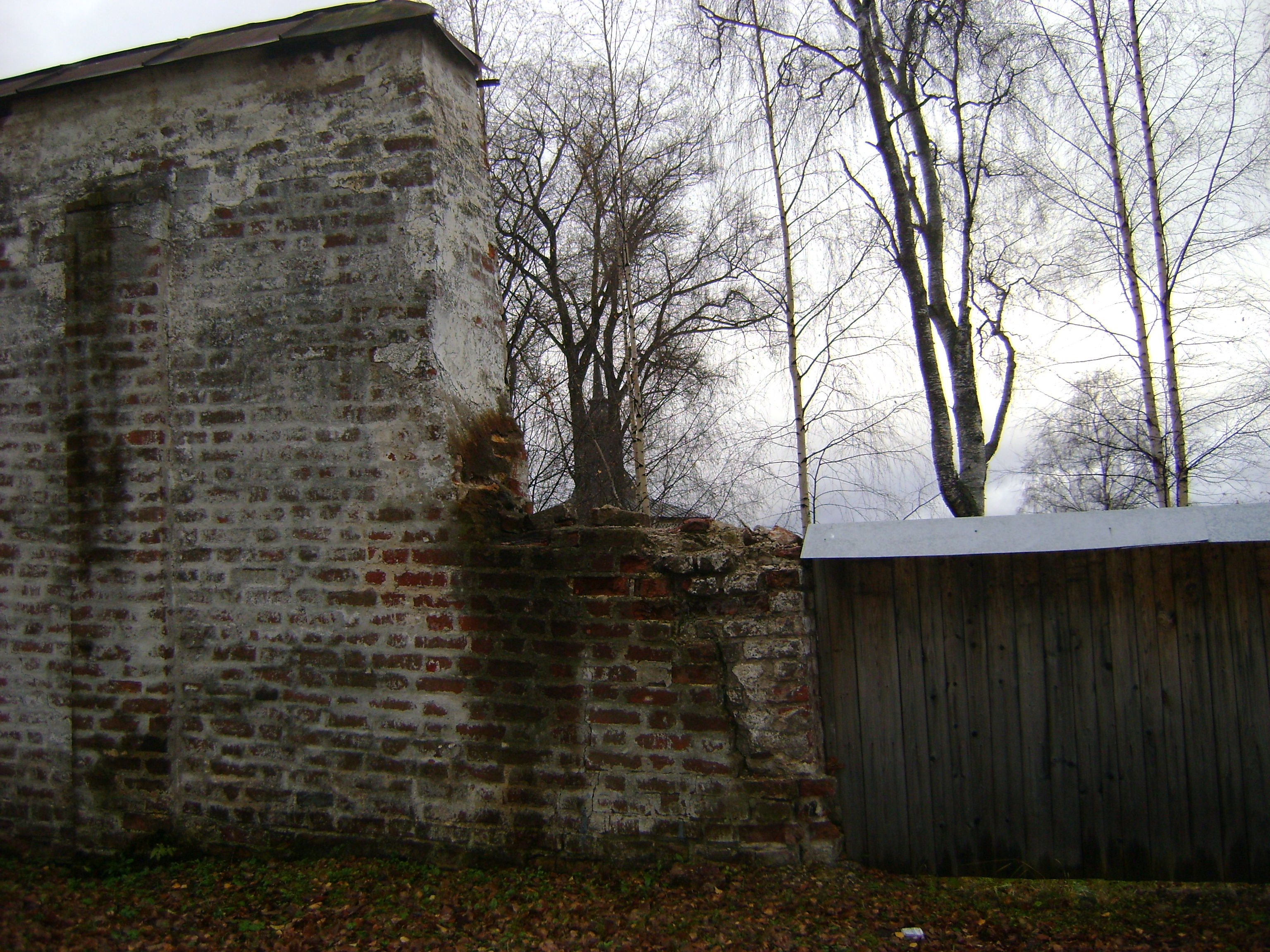
Предположительное место примыкания к стене Ивановского монастыря

Остро́г — практически не сохранившаяся часть Кирилло-Белозерского монастыря (расположен на Севере России, на берегу Сиверского озера, в черте современного города Кириллов Вологодской области).
Острог примыкал к стенам Старого города с востока, защищая с суши стык стен Большого Успенского монастыря и Малого Ивановского монастыря и не сохранившуюся Круглую башню на этом стыке. Он был спешно построен в 1611—1612 годах (Смутное время), когда монастырь готовился к осаде и давал оккупантам средства, оттягивая осаду и возможное разграбление обители.
Острог состоял из двух башен — Острожской и Солодеженной (Мясницкой) — и крепостных стен. На его территории располагались житенный двор и солодежня, одно из крупнейших зданий такого типа того времени на Руси.
Острог можно увидеть на гравюре 1720 года Алексея Ивановича Ростовцева. На иконе XIX века, иллюстрация которой была опубликована в 1993 году в книге «Вологодская икона» (в настоящее время находится в Череповецком музейном объединении) Острога уже нет, что позволяет специалистам делать выводы о том , что укрепления Острога были разобраны в конце XVIII — начале XIX столетия. Вполне возможно, что именно из кирпича этих укреплений была сложена ограда аллеи от Казанской башни к Святым вратам и надвратной церкви Иоанна Лествичника.
Территория Острога сейчас обычно относят к Новому городу. На местности она никак не отмечена, хотя места примыкания к стенам монастырей прослеживаются достаточно хорошо.